# バンカラ (中央アフリカ共和国)
バンカラ（Bankara）は中央アフリカ共和国ウハム州にある村。同州の最西部近くに位置し、同国の首都バンギからは北北西へ直線距離で約311キロメートル、北隣のチャド共和国との国境線までは直線距離で約100キロメートルほど。